# 1125
1125 (MCXXV) je bilo navadno leto, ki se je po julijanskem koledarju začelo na četrtek.

## Dogodki

### Zamenjave na prestolih
- 24. januar - Umrlega gruzijskega kralja Davida IV. Graditelja nasledi njegov nastarejši sin Demetrij I.
- 19. maj - Umrlega kijevskega velikega kneza Vladimirja II. Monomaha nasledi najstarejši sin Mstislav I.

- 23. maj - Po smrti rimsko-nemški cesarja Henrika V. je za novega cesarja izvoljen njegov dotedanji politični oponent saksonski vojvoda Lotar Supplinburški. Henrik razen nezakonske hčere, ki pa seveda ni prišla v veljavo, ni imel drugih otrok. Izvolitev Lotarja za SRC cesarja je začetek niza konfliktov s švabskim vojvodom Frederikom II., ki je Henrikov bratranec v drugem kolenu.
- Po smrti švedskega kralja Ingeja Mlajšega se Švedska razdeli na dva dela. Na jugu prevzame oblast bratranec Magnus Močni, na severu njegov oponent Ragnvald Knaphövde. O obeh obstajajo zgolj fragmenti zapisov.
- Po smrt boulognskega grofa in enega od voditeljev prvega križarskega pohoda, grofijo Boulogno podedujeta njegova hči Matilda in njen soprog grof Štefan Bloiški.

### Evropa
- Toskana: Firence si priključi sosednji komuno Fiesole.
- Siena postane neodvisna komuna, vendar še ostaja pod močnim vplivom škofove oblasti.
- Benečani oplenijo nekaj bizantinskih otokov v Egejskem morju (Rodos, Samos, Lesbos Ios).
- Saracenski pirati oplenijo provansalsko mesto Antibes in pa priobalno otočje Lérins, na katerem se nahaja samostan.
- Prvi semenj na Portugalskem v kraju Ponte de Lima. Portugalska je v 12. stoletju še pretežno ekonomsko razdrobljena na samozadostna fevdna gospostva.
- Tvegan plenilski pohod aragonskega kralja Alfonza I. globoko na sovražno ozemlje almoravidske Andaluzije. V Granadi osvobodi veliko število krščanskih sužnjev in poskušal nastaviti marionetnega vladarja. Almoravidi se na to invazijo niso odzvali, saj so bili zaposleni z mahdijsko revolucijo Almohadov v Afriki.
- Albert iz Aachna začne s pisanjem obsežnega dela Historia Hierosolymitanae expeditionis o zgodovini prvega križarskega pohoda in osvajanju Svete dežele.

### Ostalo po svetu
- 11. junij → Bitka pri Azazu: koalicija križarski držav, ki jo vodi Baldvin II., odložujoče porazi Seldžuke iz emiratov Alepa in Mosula.
- november - Konec dinastije Liao: tunguški Džurčeni iz dinastije Jin zavzamejo še zadnjo oporišče kitanske dinastije Liao v pustinji Ordos.↓
- → Kitanski general Yelü Dashi osnuje dinastijo Zahodni Liao, bolj znano kot Karakitanski kanat, se z ostankom premagane vojske (okoli 10.000 konj) začne umakati proti zahodu izven dosega dinastije Jin.↓
- → Med dinastijo Jin in (šibkejšo) dinastijo Song sledijo nova pogajanja za prevzem vojnega izplena dinastije Liao. Songi dobijo zgolj malenkost in skupaj s tributarno obvezo, da nadaljujejo z izplačevanjem v svili in srebru cesarstvu Jin, kakor so bili letno izplačevali Liau.
- Ker si Songi vzamejo večji delež mest poraženega Liaa, kot jim ta pripada, jim Jini napovedo vojno, ki ujame Songe povsem nepripravljene. 1126 ↔
- Zaključena je zbirka čan budističnih koanov »Zapisi z Modre stene«.

## Rojstva
- 10. april - Peter I., baron Courtenayja, sin kralja Ludvika VI. († 1181)

Neznan datum
- Baldvin iz Forda, canterburyjski nadškof († 1191)
- Bertold IV., vojvoda Zähringena († 1186)
- Eystein II., norveški kralj († 1157)
- Lu You, kitajski pesnik († 1210)
- Mihael Glika, bizantinski literat in teolog († 1204)
- Mstislav II. Izjaslavič, veliki kijevski knez († 1170)
- Oton II., meissenški mejni grof († 1190)
- Petronila Akvitanska, grofica Vermandoisa († 1153)
- Rejnald Chatillionski, antiohijski knez, baron Transjordanije († 1187)
- Sven III., danski kralj († 1157)
- Vjačeslava Novgorodska, velika kneginja Poljske († po 1162)

## Smrti
- 24. januar - David IV. Graditelj, gruzinski kralj (* 1073)
- 12. april - Vladislav I., češki vojvoda (* 1065)
- 19. maj - Vladimir II. Monomah, kijevski veliki knez (* 1053)
- 23. maj - Henrik V., rimsko-nemški cesar (* 1086)
- 27. september - Richeza Berška, češka vojvodinja žena  (* okoli 1095)

Neznan datum
- Evstacij III., grof Boulogneja, križar (* 1060)
- Inge Mlajši, švedski kralj
- Irnerius, italijanski pravnik, učitelj rimskega prava (* 1050)
- Kozma Praški, češki kronist (* 1045)
- Roscelin iz Compiegneja, francoski filozof in teolog (* 1050)